# 埃布納特-卡珀爾

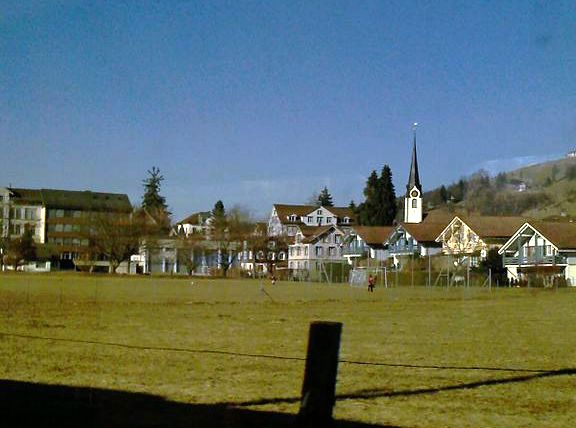

埃布納特-卡珀爾（德語：Ebnat-Kappel）是瑞士的城鎮，位於該國東北部，由聖加侖州負責管轄，面積43.56平方公里，海拔高度630米，2011年人口4,921，一半人口信奉羅馬天主教，人口密度每平方公里113人。

## 外部連結
- Official website （页面存档备份，存于） （德文）